# Дакал-Седусіма
Дакал-Седусіма (перс. دكل صداوسيما, англ. IRIB Broadcasting Station) — село в Ірані, входить до складу дехестану Торкаман у Центральному бахші шахрестану Урмія провінції Західний Азербайджан.